# 首牧伯多禄堂
伯多禄首席堂，也称彼得献心堂或彼得居首堂，是一座罗马天主教教堂，位于以色列加利利湖西北岸的塔布加（Tabgha），纪念耶稣在复活后来到加利利海和门徒们共进早餐并和彼得单独谈话，天主教认为耶稣在此立彼得（伯多禄）为门徒（宗徒）之长。

## 历史
目前的建筑建于1933年，结合了一部分早期的4世纪教堂。在正祭台对面的墙基，能看见4世纪教堂的基础。在9世纪，该堂被称为“煤炭地”。这个名字是指耶稣为使徒准备膳食，建造煤炉烹调鱼的事件。“十二宝座”是沿湖边放置的一系列心形的石头，纪念十二使徒。最早在808年提及。该堂比该地区其他教堂存留时间更久，最后于1263年被毁。 目前的方济各会小堂建于1933年。教宗保禄六世在1964年访问以色列时，该堂也列在行程之中。

## 圣经记载
《约翰福音》记载了耶稣在复活后，于加利利海海边向七个门徒显现，并一起在湖边共进早餐。吃完早饭后，耶稣三问彼得爱主之心。《约翰福音》21章如此记载：
他们吃完了早饭，耶稣对西门彼得说：“约翰的儿子西门，你爱我比这些更深吗？”彼得说：“主啊，是的，你知道我爱你。”耶稣对他说：“你喂养我的小羊。”——《约翰福音》21章
天主教将这段经文解释为耶稣立彼得为教会领袖，门徒之首，将教会托付给彼得管理的依据之一。基督教新教否认耶稣设立了教皇制度，不认为彼得是第一任教皇。

## 基督的桌子
该堂祭台前有一块石灰岩，被称为“基督的桌子”（拉丁语："Mensa Christi"）。据传说，这是耶稣说为门徒准备饼和鱼的早餐，以及在神奇的渔获后，告诉彼得“你喂养我的羊”的地点，这是耶稣复活后第三次向他们显现。（约翰福音 21:1–24）。对于是这一张台子，还是附近的五饼二鱼堂的那一张，才是大约380年朝圣者Egeria提到的桌子，尚有争议。在拿撒勒的基督之桌教堂（Mensa Christi Church），也有一张“基督的桌子”。

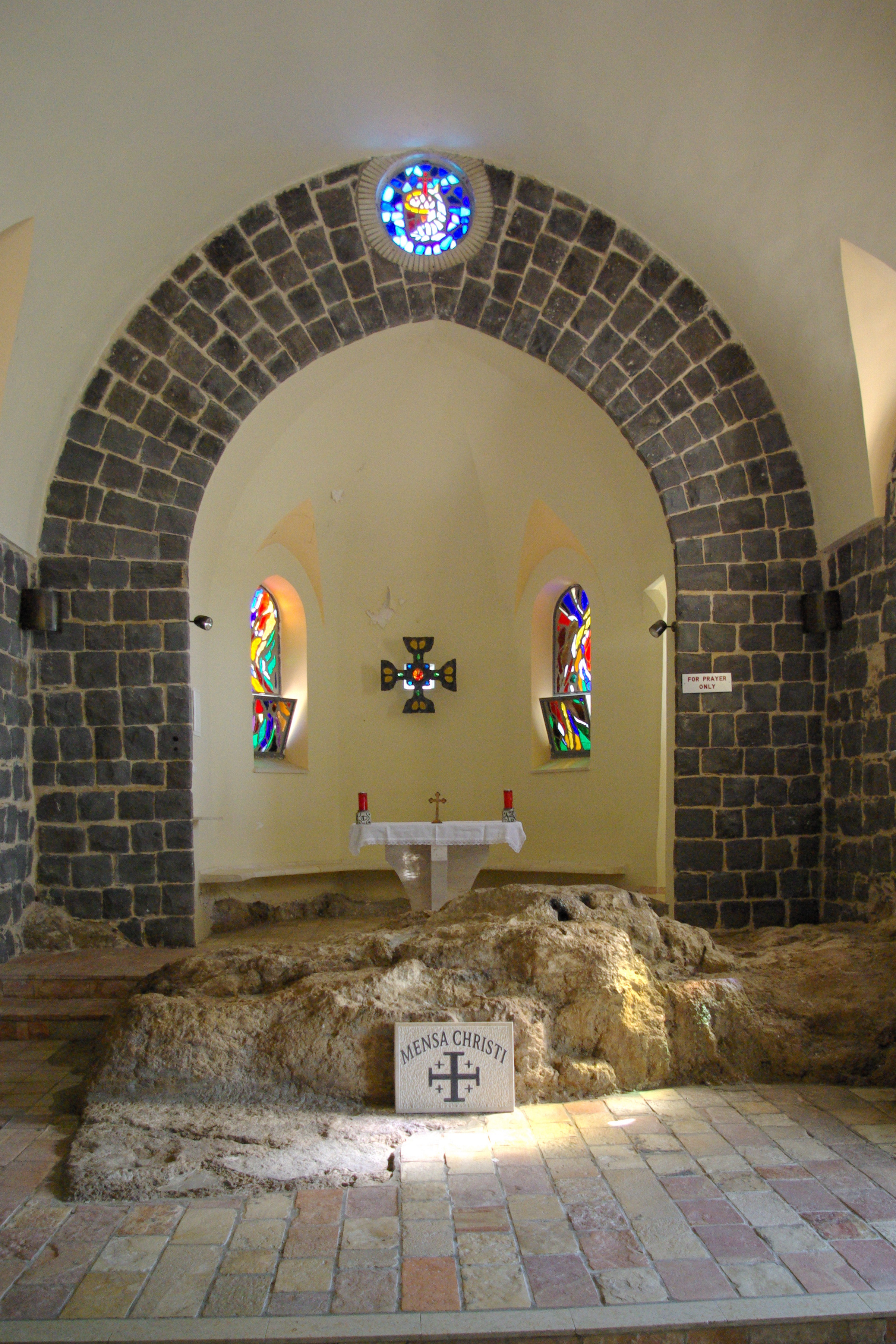
内部
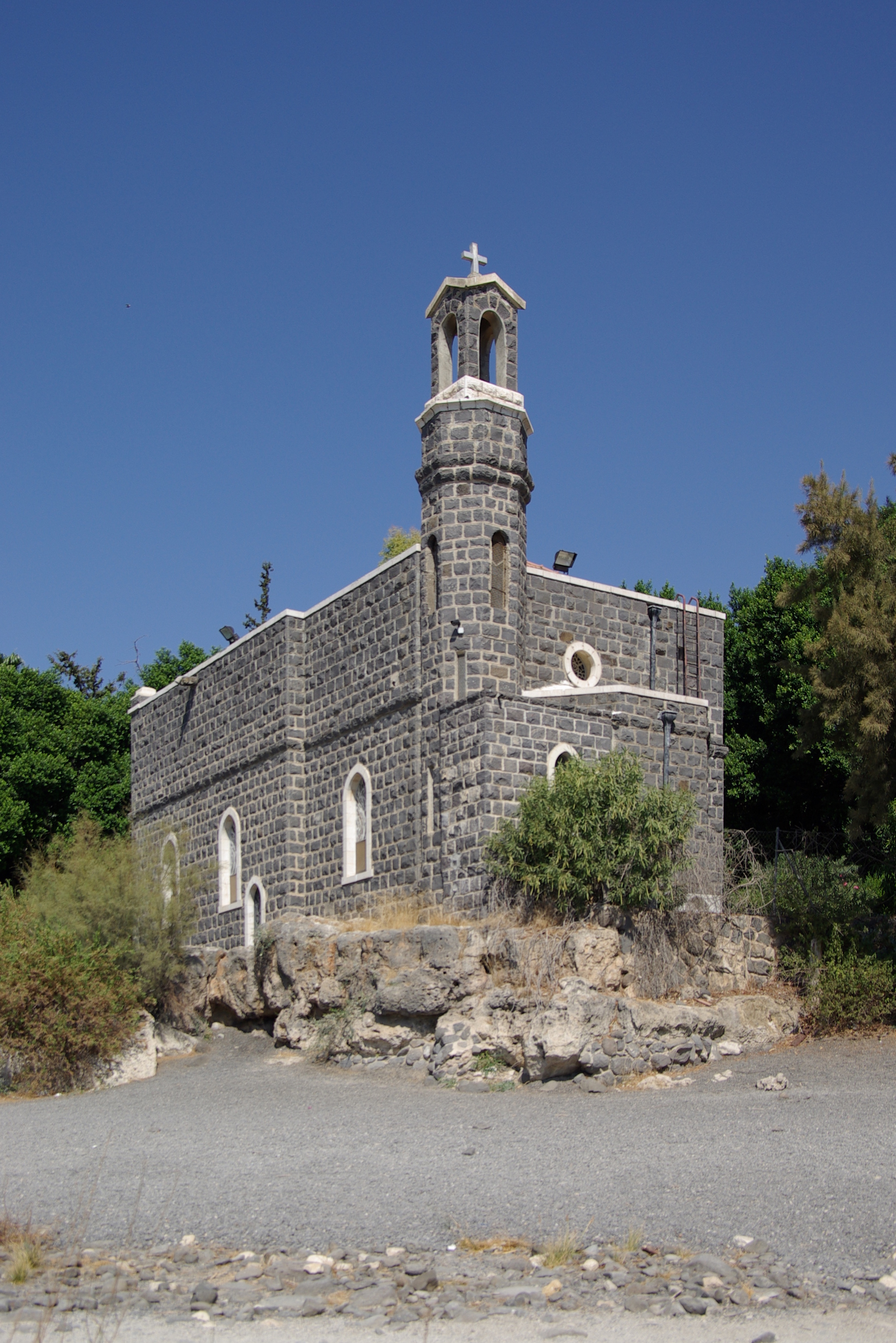
外观

## 32°52′26″N35°32′58″E/32.873929°N 35.549403°E/32.873929; 35.549403参见
- 八福堂
- 五饼二鱼堂
- 耶稣
- 彼得